# Полозер'є
Полозе́р'є або Повозе́р'є (біл. Палазер'е, Паўазер′е) — невелике озеро термокарстового походження в центральній частині Вітебської області Білорусі, на межі Ушацького та Бешенковицького районів. Знаходиться в басейні річки Діва, за 28 км на схід від селища Ушачі. Належить до групи Ушацьких озер.

## Опис
Середньоглибоке озеро, складається з 2 плесів — глибокого північного та південного. Водойма витягнута з північного заходу на південний схід. Берегова лінія випрямлена, лише в північній частині ускладнена затоками та мисами. На півночі улоговина обмежена високою озовою грядою. Стрімкі північні та північно-західні схили висотою 5-8 м складені шаристим піском, на сході та південному сході — моренними суглинками. Низька й широка прибережна смуга та заболочена заплава на сході і заході місцями переходять в болото. Надзаплавна тераса до 2 м висотою прослідковується уздовж західного берега.
Озеро належить до водойм зі слабкою проточністю. Основний приток в озеро йде декількома невеликими напівзарослими струмками та меліоративними каналами. Стік проходить по струмку Безіменному в північній частині до сусіднього озера Кривого, який в посушливу пору року пересихає. У водному живленні значну роль відіграють атмосферні опади. У витратах переважає випаровування. Значна площа водного дзеркала та відкриті і невисокі схили призводять до гарного вітрового переміщення. Широка (50-200 м) літораль пологим схилом змінюється сублітораллю. На частку мілководь приходиться 2,1 км², 70 % дна становлять глибини до 9 м.
В ясну і тиху погоду вода має температурну та кисневу стратифікацію. У вітряні дні, коли висота хвиль сягає 0,7 м, температура та вміст кисню мало змінюється від поверхні до дна. Дуже незначна різниця в наявності основних йонів, а також показниках активної реакції і колірності говорить про повне перемішування води. Озеро характеризується злегка зниженою мінералізацією — до 200 мг/л. Північна западина ускладнена острівцем та відрізняється самостійним температурним і гідрохімічним режимом. Сукупність морфометричних та гідрохімічних показників дозволяє віднести водойму до евтрофних, які мають низку мезотрофних ознак. До них належать літня прозорість до 3 м, невелика закисленість, однорідність водної маси протягом річного циклу і у вертикальному розрізі.
Прибережні відклади представлені широкою смугою пісків та замулених пісків. Основна площа дна вкрита глинистими мулами та темно-оливковими кремнеземистими сапропелями. У верхніх шарах вони відрізняються сметаноподібною консистенцією, а глибше 2 м ущільнюються. Найбільша потужність сапропелів перевищує 10 м в південному плесі. В глибоководній північній частині потужність їхня не більше 3 м. На глибині 3-4 м в основній частині дна кремнеземисті сапропелі мають потужність до 5 м. Нижче вони підстилаються глинистими мулами, а потім злегка карбонатною глиною. Такий склад високозольних осадів робить їх непридатними як сільськогосподарські добрива.

## Флора та фауна
Озеро належить до водойм з відносно невисоким заростанням. Уздовж берегів на піщаних відкладах літоралі тягнеться тростиново-очеретна смуга. Її ширина коливається від 2-5 м на півночі та до 50-70 м на півдні. Місцями літораль повністю вільна від рослинності. У схованих затоках широко представлені глечики та латаття. До глибини 3-4 м на рівних ділянках дна поширені рдесники та харові водорості. Фітопланктон дуже різноманітний і представлений 99 видами. За кількість видів переважають зелені водорості. Однак за чисельністю та біомасі вони поступаються синьо-зеленим. Загальна біомаса до 45,2 г/м³. За характером розвитку фітопланктону озеро можна віднести до високоевтрофних.
Зоопланктон включає 26 видів, його біомаса 2,25 г/м³. Кількісний розвиток свідчить про середню кормність водойми. За основними показниками зообентосу воно належить до слабкокормних, хоча тут і переважають личинки хірономід, які визначають кормову цінність зообентосу. Біомаса становить 2, 02 г/м³. За складом іхтіофауни водойма належить до лящево-судакових. Тут є вугор, сазан, лящ, судак, сом, в'язь, карась, густера, щука, окунь, плітка. Неодноразово проводилось зарибнення вугрем, сазаном, коропом. На озері широко здійснюється промисловий та аматорський вилов риби. Зменшення уловів останніми роками є результатом неправильної його експлуатації, а також браконьєрства. Надалі раціонально використовувати озеро як водойму для інтенсивного розведення лящів, судаків, вугрів, сазанів та коропів.

## Басейн
Переважають абсолютні висоти від 120 до 140 м і лише в північній частині вони сягають 160 м. Рельєф плоскохвилястий та великопогорбований. Основні твірні породи — важкі моренні суглинки та супіски. Болота та заболочені луки складають 32 %, ліси та чагарники — 20 %, частка розорених земель не перевищує 30 %. Найбільші болотні масиви тягнуться до озер Темениця, Мугирино, Хотинське. Вільхові та березово-осикові чагарники та ліси зростають на заболочених ділянках та високих північних схилах. Дрібноконтурність сільськогосподарських угідь обумовлена частою зміною ґрунтово-рослинних асоціацій, прилучених до різноманітних елементів рельєфу.